# Plac Bzowy we Wrocławiu

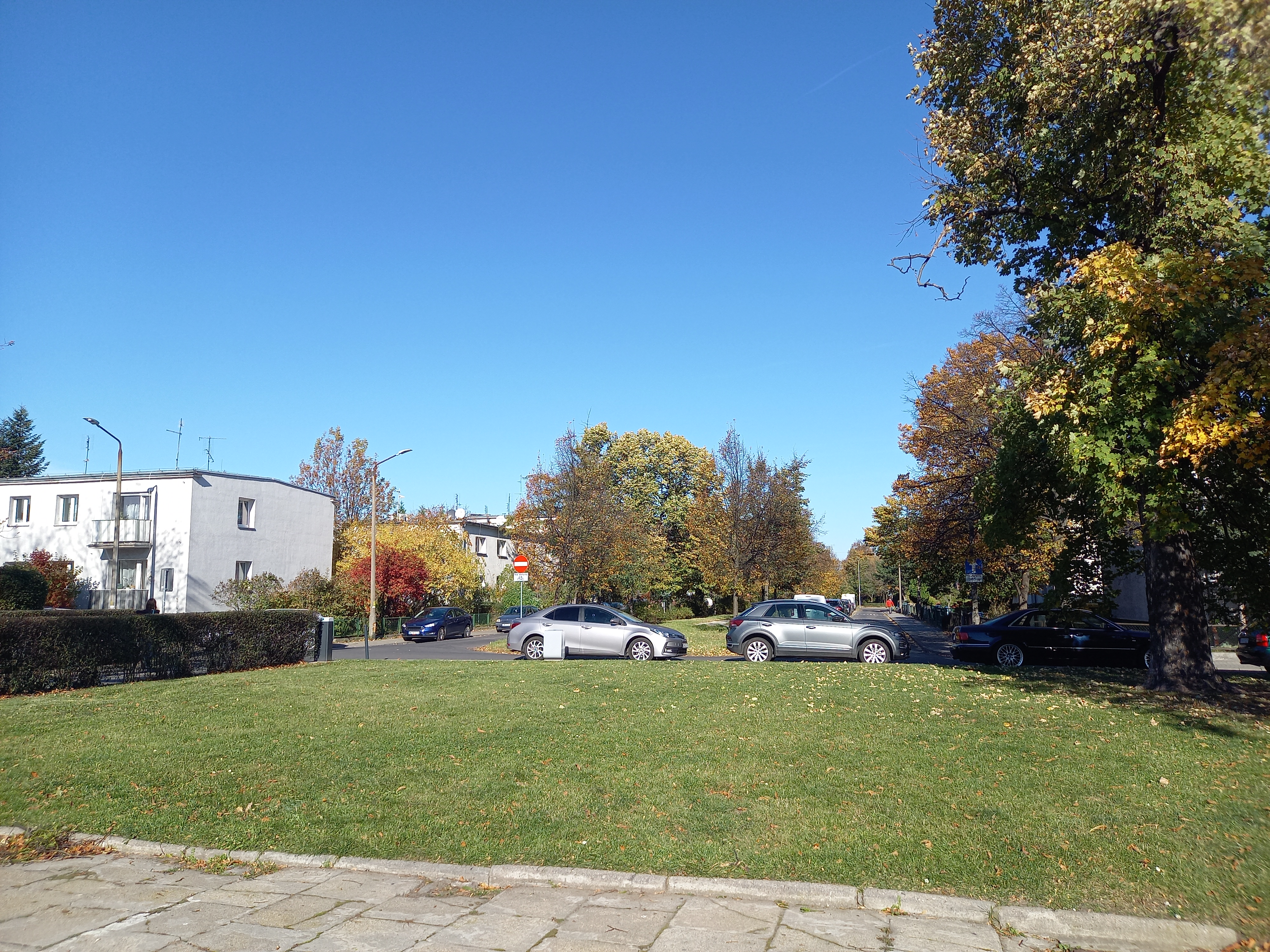
Pl. Bzowy, dalej ul. Bzowa

Plac Bzowy (Fliederplatz ) – plac położony na osiedlu Grabiszyn w dawnej dzielnicy Fabryczna we Wrocławiu. Osiedle (Grabiszyn – Gräbschen, przyłączone do miasta w 1911 r. ), w obrębie którego położony jest plac Bzowy – osiedle mieszkaniowe „Grabiszyn” (Eichborngarten , Siedlung Eichborngarten  ), zbudowano w latach 1919–1926, na terenie o powierzchni 30 ha, obejmującej dawne ogrody należące do wrocławskiego patrycjusza L. Eichborna. Obejmowało obszar pomiędzy współczesnymi ulicami: Grabiszyńską i Aleją Józefa Hallera  oraz kolejową obwodnicą Wrocławia . Projekt osiedla wykonał Paul Heim, przy współpracy architekta Alberta Kemptera. Ich koncepcja urbanistyczna układu zabudowy ukształtowała plac Bzowy, wraz z ulicą Bzową, jako centralny element całej kompozycji (typu street cum square), przeznaczony na teren zielony .
Plac został ukształtowany jako obszar, w rzucie poziomym o kształcie zbliżonym do kwadratu, otoczony jezdniami przyległych ulic. Od strony północnej (nieco w kierunku północno-wschodnim), centralnie od placu wybiega dwujezdniowa ulica o charakterze osiedlowym, z pasem zieleni rozdzielającym obie jezdnie – ulica Bzowa  (Fliederweg ). Od strony południowej plac zamyka, przebiegająca na linii zbliżonej do kierunku wschód (południowy wschód) – zachód (północny zachód) ulica Makowa  (Dahlienweg ). Oprócz wymienionych ulic, do południowo-zachodniego narożnika dochodzi ulica Słonecznikowa  (Sonnenrosenweg ). Na otoczonym wymienionymi ulicami obszarze zielonym wybudowano budynek , w którym mieści się ośrodek zdrowia (przychodnia NZOZ).